# دنيس أيرلاند
دنيس أيرلاند (بالإنجليزية: Dennis Ireland)‏ هو متسابق دراجات نارية نيوزلندي. نافس في سباقات بطولة العالم لفئة 500 سي سي. كما شارك في كأس جزيرة مان السياحية.